# Motor stelar

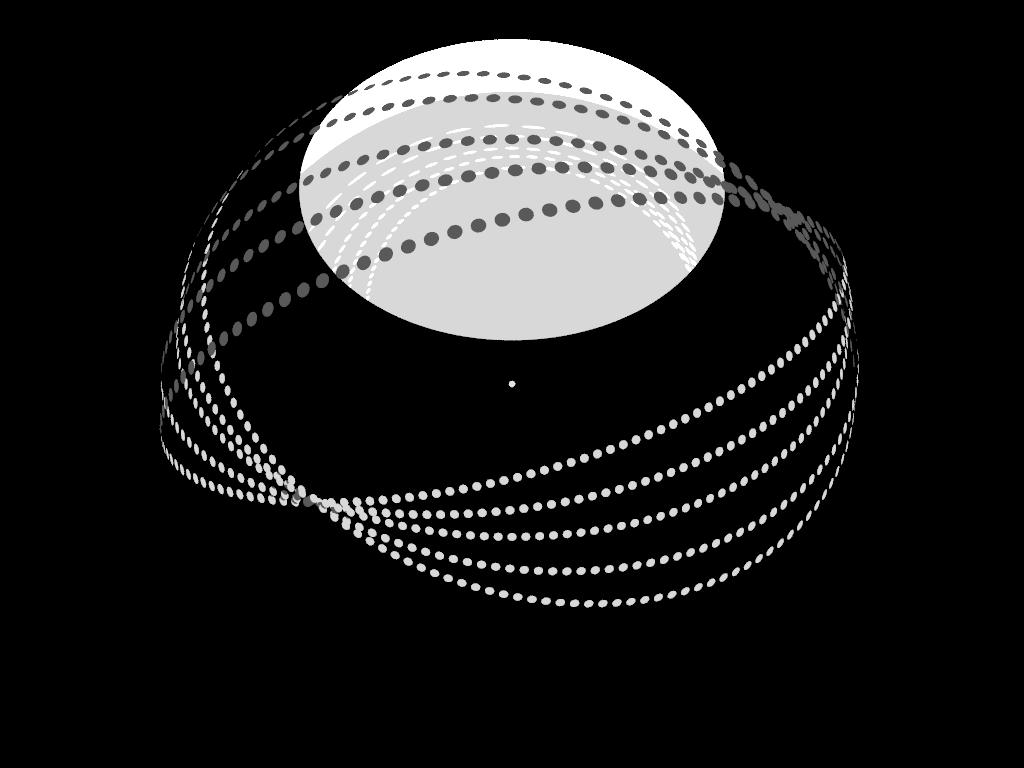
Diagrama unui motor stelar de clasă C (la scară) construit în jurul unei stele asemănătoare Soarelui. Acesta constă dintr-un roi Dyson parțial compus din 5 inele Dyson de colectoare solare (componenta de clasă B), și un statit propulsor Shkadov (componenta de clasă A). Perspectiva este de sub ecliptica sistemului, la o distanță de ~2,8 UA. Direcția de accelerație a sistemului este pe un vector din centrul stelei prin centrul propulsorului Shkadov, care se află deasupra polului nord al stelei (în raport cu ecliptica), la o distanță de 1 UA.

Motoarele stelare sunt o clasă de megastructuri ipotetice care utilizează resursele unei stele pentru a genera lucru disponibil (numit și exergie). De exemplu, acestea pot utiliza energia stelei pentru a produce lucru mecanic, electric sau chimic sau pot utiliza impulsul luminii emise de stea pentru a produce o forță de împingere, capabilă să controleze mișcarea unui sistem stelar. Conceptul a fost introdus de Bădescu și Cathcart. Variantele care produc mișcare pot accelera o stea și tot ceea ce orbitează în jurul ei într-o anumită direcție. Crearea unui astfel de sistem ar face din constructorii săi o civilizație de tip II pe scara Kardashev.

## Clase
Au fost definite trei clase de motoare stelare.

### Clasa A
Unul dintre cele mai simple exemple de motor stelar este propulsorul Shkadov (numit astfel după dr. Leonid Shkadov, care l-a propus pentru prima dată), sau un motor stelar de clasa A. Un astfel de motor este un sistem de propulsie stelară, alcătuit dintr-o oglindă uriașă sau velă solară — de fapt un tip masiv de statit solar suficient de mare pentru a fi clasificat drept megastructură — care ar echilibra atracția gravitațională spre stea și presiunea radiației dinspre stea. Deoarece presiunea radiației emise de stea ar deveni asimetrică, adică mai multă radiație ar fi emisă într-o direcție decât în alta, această presiune de radiație „în exces” ar acționa ca o forță rezultantă de tracțiune, accelerând steaua în direcția statitului suspendat. O astfel de forță ar fi foarte mică, dar sistemul ar putea rămâne stabil timp de milenii. Orice sistem planetar atașat stelei ar fi „tras” împreună cu steaua sa.
Pentru o stea precum Soarele, cu o luminozitate de 3,85×1026 W și o masă de 1,99×1030 kg, forța de tracțiune totală generată prin reflectarea a jumătate din radiația solară ar fi de 1,28×1018 N. După o perioadă de un milion de ani, aceasta ar duce la o viteză indusă de 20 m/s și o deplasare de 0,03 ani-lumină. După un miliard de ani, viteza ar fi de 20 km/s și deplasarea de 34.000 de ani-lumină, puțin peste o treime din lățimea estimată a galaxiei Calea Lactee.

### Clasa B
Un motor stelar de clasa B constă în două sfere concentrice în jurul unei stele. Sfera interioară (care poate fi asemnănată unei sfere Dyson) primește energie de la stea și devine mai fierbinte decât sfera exterioară. Diferența de temperatură dintre cele două sfere antrenează motoare termice capabile să furnizeze lucru mecanic.
Spre deosebire de propulsorul Shkadov, un motor stelar de clasa B nu este propulsiv.

### Clasa C
Un motor stelar de clasa C, cum ar fi motorul Bădescu–Cathcart, combină celelalte două clase, folosind atât aspectele propulsive ale propulsorului Shkadov, cât și aspectele de generare a energiei ale unui motor de clasa B. O carcasă Dyson de temperatură mai ridicată acoperită parțial de o oglindă, combinată cu o sferă exterioară de temperatură mai scăzută, ar fi o realizare a unui astfel de sistem. Oglinda asferică asigură conversia impulsului luminos în forță de tracțiune efectivă (precum un motor stelar de clasa A), în timp ce diferența de temperatură poate fi utilizată pentru a converti energia stelară în lucru mecanic (precum un motor de clasa B). Se observă că un astfel de sistem suferă de aceleași probleme de stabilizare ca și o sferă nepropulsivă, cum ar fi un roi Dyson cu o oglindă statită mare (vezi imaginea de mai sus). O variantă de bulă Dyson este deja un propulsor Shkadov (cu condiția ca aranjamentul componentelor statite să fie asimetric); adăugarea capacității de extragere a energiei componentelor pare a fi o extensie aproape trivială.